# Tomoderus ehlersi
Tomoderus ehlersi là một loài bọ cánh cứng trong họ Anthicidae. Loài này được von Heyden miêu tả khoa học năm 1882.